# Krystyn Łoś

Herb Dąbrowa

Krystyn Łoś (zwany też Krzczon) herbu Dąbrowa (zm. 1571), kasztelan zakroczymski i wyszogrodzki.

## Rodzina
Rodzina pieczętowała się herbem Dąbrowa. Przyszły kasztelan urodził się w rodzinie Jana, podsędka ciechanowskiego.
Jego brat Jakub pełnił urząd sędziego ziemskiego płockiego i stolnika ciechanowskiego.
Poślubił Zofię Mrokowską. Z niej urodzili się synowie: Jan, Stanisław, Paweł i Jakub. Z córek: Anna, poślubiła Jana Czyszkowskiego, Dorota została żoną Łukasza Zielińskiego, pisarza ziemskiego zakroczymskiego i stolnika płockiego, następnie Piotra Jakackiego, pisarza ziemskiego łomżyńskiego; Katarzyna poślubiła Prokopa Oborskiego, podczaszego czerskiego; Zofia poślubiła Marcina Dąbrowskiego.

## Pełnione urzędy
Przez krótki czas pełnił urząd kasztelana zakroczymskiego (1563). W latach 1564–1571 piastował urząd kasztelana wyszogrodzkiego.

## Dobra majątkowe
Posiadał dobra majątkowe: Moszyny (od 1563), Włochy i Skorysze (1572), Krzynowłodze i Grotkowo. Był współdziedzicem Jeszewa, Żabieńca i Woli Jastrzębskiej. W powiecie czerskim posiadał Wólkę Łosiową pod Dzierzgowem i Chmielówki pod Krzynowłogą. 